# Liza Vorfi
Liza Vorfi (Gjakova, 29 de noviembre de 1924 – 29 de enero de 2011) fue una actriz albanesa. Intervino en numerosos papeles como secundaria así como el de Condesa Dizeta en Kthimi i ushtrisë së vdekur.

## Biografía
En 1932, la familia de Vorfi se trasladó a Tirana, de Gjakova (hoy Kosovo). Comenzó su carrera artística en 1939 como cantante en Radio Tirana. Entre 1939 y 1943, estudió en Italia en el Conservatorio de Roma y continuó con sus estudios en Pesaro. En 1945 volvió a Albania para empezar su carrera como actriz. 
Junto a Behije Çela es una de las primeras actrices del Teatro nacional de Albania. Su primer papel allí fue en "Gjido". A lo largo de su carrera, hizo más de 60 papeles en el teatro y también apareció en películas. Después de que el marido de Vorfi fuera encarcelado junto con muchos intelectuales que habían estudiado en Austria, Vorfi fue expulsado del Teatro Nacional durante un año.